# 路易斯·卡法雷利
路易斯·安赫尔·卡法雷利（西班牙語：Luis Angel Caffarelli，西班牙語發音：[ˈlwis anˈxel kaffaˈɾeʎi]；1948年12月8日—）是一名阿根廷数学家，研究领域为偏微分方程及其应用。

## 生平
卡法雷利在布宜诺斯艾利斯出生并长大。1968年和1972年，他先后获得布宜诺斯艾利斯大学的硕士、博士学位，其博士导师是Calixto Calderón 。卡法雷利目前担任得克萨斯大学奥斯汀分校的Sid Richardson讲座教授。他还曾在明尼苏达大学、芝加哥大学和纽约大学科朗数学科学研究所担任教授。从1986年到1996年，他在普林斯顿高等研究院担任教授。

## 贡献
1977年，卡法雷利在Acta Mathematica发表论文《高维自由边界的正则性》（The regularity of free boundaries in higher dimensions），取得重大突破，获得广泛认可。此后，他被认为是自由边界问题和非线性偏微分方程领域中的世界领先专家之一。他为完全非线性椭圆方程，包括蒙日-安培方程，发展了多个正则性结果。他还因为对均匀化的贡献而闻名。最近，他开始对积分-微分方程感兴趣。
他最被引用和庆祝的成果之一是关于Navier-Stokes方程适当弱解的部分正则性问题。该成果是他在1982年与Louis Nirenberg和Robert V. Kohn合作取得的。

## 奖项和荣誉
1991年，卡法雷利当选为美国国家科学院院士。他荣获了法国巴黎高等师范学校、美国圣母大学、西班牙马德里自治大学和阿根廷拉普拉塔大学颁发的名誉博士学位。他在1984年获得了博彻纪念奖。卡法雷利教授名列ISI高被引研究员之一。
2003年，阿根廷Konex基金会授予他钻石Konex奖，这是阿根廷最负盛名的奖项之一，以表彰他在过去十年中作为该国最重要的科学家。2005年，他荣获瑞典皇家科学院颁发的著名Rolf Schock奖，以表彰他“对非线性偏微分方程理论的重要贡献”。他还在2009年获得了数学终身成就的Leroy P. Steele奖项。2012年，他与Michael Aschbacher共同获得Wolf数学奖，并成为美国数学学会的成员。2017年，他在克拉科夫的雅盖隆大学发表了关于“分离模型”的Łojasiewicz讲座。
2018年，他被任命为SIAM会士，并获得了数学领域最高奖项之一的肖奖。2023年，他因其在非线性偏微分方程的正则性理论，包括自由边界问题和蒙格-安培方程等方面的开创性贡献，被授予了阿贝尔奖。

## 著作
除了发表超过两百篇学术论文，卡法雷利还合作撰写了两本书：
1. Fully Nonlinear Elliptic Equations by Luis Caffarelli and Xavier Cabré (1995), American Mathematical Society. ISBN 0-8218-0437-50-8218-0437-5
2. A Geometric Approach to Free Boundary Problems by Luis Caffarelli and Sandro Salsa (2005), American Mathematical Society. ISBN 0-8218-3784-20-8218-3784-2